# Лилиенкрон, Детлев фон
Фридрих Адольф Аксель фон Лилиенкро́н (нем. Friedrich Adolf Axel von Liliencron, псевдоним Детлев фон Лилиенкрон (нем. Detlev von Liliencron); 3 июня 1844[…], Киль, Гольштейн-Глюкштадт — 22 июля 1909[…], Ральштедт, Пруссия) — немецкий поэт второй половины XIX — начала XX века.

## Биография
Барон Фридрих Адольф Аксель фон Лилиенкрон родился в 1844 году в Киле. Родители — барон Луис фон Лилиенкрон и Аделина, урождённая фон Хартен, представители старинных северогерманских дворянских фамилий. Приходился племянником Рохусу фон Лилиенкрону, издателю биографической энциклопедии «Всеобщая немецкая биография». Несмотря на знатность, семья была очень бедной и отчасти, вероятно, поэтому Лилиенкрон поступил в военное училище. Был выпущен младшим офицером в пехоту. В армии служил с 1864 по 1875 год, принял участие в крупнейших европейских войнах второй половины XIX века — австро-прусской 1866 года и франко-прусской 1870—1871 годов, был дважды ранен. Полностью разделял идеи воссоединения Германии, во имя которого и велись эти войны.
В армии вёл разгульный образ жизни, из-за долгов в 1875 году был вынужден подать в отставку. Не имея источников существования на родине, в том же году эмигрировал в США, где работал учителем немецкого языка, пианистом, наездником, маляром, дошёл наконец до полной нищеты и в 1878 году вернулся на родину. Благодаря происхождению и военным заслугам поступил на государственную службу. Подал в отставку в 1885 году, и вновь из-за долгов. Был дважды женат, и лишь третий брак (в 1899 году, жена — простая крестьянка) оказался счастливым. После увольнения со службы Лилиенкрон сильно нуждался, пытался стать драматургом, пробовал себя в живописи, на рубеже веков выступал с лекциями, а также в литературном кабаре.
Однако известность ему принесла прежде всего лирика. Большой резонанс имела вышедшая в 1896 году поэма «Поггфред». Успехом пользовались также новеллы и романы Лилиенкрона. На склоне лет Лилиенкрон наконец вкусил славы: его широко издают, в том числе и за рубежом (появляются и первые русские переводы), кайзер выделяет ему почётную стипендию, Кильский университет присуждает степень доктора, с помпой отмечаются его 60- и 65-летний юбилеи… В 1909 году Лилиенкрон посетил места сражений, в которых он участвовал в 1871-м. Вскоре после этой поездки он заболел воспалением лёгких и скончался.
Влияние Лилиенкрона на своё творчество признавали такие крупнейшие немецкие поэты, как Рильке, Гофмансталь, Бенн, Моргенштерн (Бенн даже называл его своим богом). Интересно и то, что Лилиенкрон был первым известным поэтом, признавшим талант Рильке. Между тем сам Лилиенкрон формировался самостоятельно, вне литературной среды и выраженных влияний. Отсюда разнобой в его отнесении к различным литературным течениям. Его считали натуралистом, хотя действительность в его произведениях всегда сильно преображена рукой художника; считали импрессионистом, хотя метафоры у него крайне редки, а описания реалистичны; считали романтиком, хотя, используя мотивы великих немецких романтиков, Лилиенкрон всегда изменяет их в реалистическом ключе.

## Переводы на русский
В России Лилиенкрона переводили давно, но небольшими подборками (В. Левика и Е. Витковского; известны также переводы О. Чюминой, П. Потёмкина, Р. Мандельштама, К. Антипова и др.). В 2010 году в издательстве «Водолей» вышла книга избранной лирики Лилиенкрона в переводах А. Добрынина (около 150 стихотворений).